# Антисуїцидний нагляд
Антисуїцидний нагляд — форма інтенсивного моніторингового процесу із запобігання вчинення особою самогубства (суїциду). Зазвичай термін використовується стосовно нагляду над ув'язненими, пацієнтами (зокрема психіатричних лікарень) та полоненими. Встановлення антисуїцидного нагляду здійснюється за наявності ознак, що вказують на небезпеку завдання особою шкоди (зокрема фатальної) власному тілу.